# Власьево (Кашинский район)
Вла́сьево — деревня в Кашинском районе Тверской области. Входит в состав Уницкого сельского поселения (до 2006 года центр Власьевского сельского округа).
Находится в 31 км к западу от города Кашина. Деревня состоит из двух частей: самого Власьева и присоединённой к нему в 1980-е годы деревни Босяково.

## История
Деревня Власьево образовалась начале XIX века как выселок из деревни Босяково. Во второй половине XIX — начале XX века деревни Власьево и Босяково составляли одну общину и относились к Успенскому приходу Славковской волости Кашинского уезда Тверской губернии. В 1889 году во Власьево 25 дворов, 121 житель, в Босяково 16 дворов, 131 житель, жили в них бывшие помещичьи крестьяне, кроме сельского хозяйства занимались плотницким и печным промыслами, садоводством и огородничеством. В Босяково были винная лавка и кирпичный завод, во Власьеве — кирпичный завод и кузница. Дети учились в школе села Успенье.
В 1997 году во Власьеве 42 хозяйства, 111 жителей. Администрация сельского округа, центральная усадьба колхоза «Рассвет», начальная школа, магазин.
До 2018 года в деревне работала Власьевская начальная общеобразовательная школа.

## Население
| 1859 | 1889 | 1997 | 2002 | 2010 |
| ---- | ---- | ---- | ---- | ---- |
| 40   | ↗124 | ↘111 | ↗112 | ↘87  |

## Инфраструктура
В деревне имеются фельдшерско-акушерский пункт, отдление почтовй связи.